# Élections européennes de 1999 en Écosse
Des élections européennes de 1999 ont lieu le 10 juin 1999 pour élire 8 des 87 députés européens britanniques.

## Résultats
| Suffrages exprimés                              | Suffrages exprimés   | Suffrages exprimés | 988 220   |             | 8 sièges à pourvoir | 8 sièges à pourvoir |
|                                                 |                      |                    |           |             |                     |                     |
| Liste                                           | Tête de liste        |                    | Suffrages | Pourcentage | Sièges acquis       | Var.                |
| Parti travailliste                              | David Martin         |                    | 283 490   | 28,69 %     | 3 / 8               | - 3                 |
| SNP                                             | Ian Hudghton         |                    | 268 528   | 27,17 %     | 2 / 8               | =                   |
| Parti conservateur                              | Struan Stevenson     |                    | 195 296   | 19,76 %     | 2 / 8               | + 2                 |
| Libéraux-démocrates                             | Elspeth Attwooll     |                    | 96 971    | 9,81 %      | 1 / 8               | + 1                 |
| Parti vert                                      | Marion Coyne         |                    | 57 142    | 5,78 %      | 0 / 8               | =                   |
| Parti socialiste                                | Hugh Kerr            |                    | 39 720    | 4,02 %      | 0 / 8               |                     |
| Conservateur pro-euro                           | Paul Dwyer           |                    | 17 781    | 1,8 %       | 0 / 8               |                     |
| UKIP                                            | Alistair McConnachie |                    | 12 459    | 1,26 %      | 0 / 8               | =                   |
| Parti travailliste socialiste                   | Louise McDaid        |                    | 9 385     | 0,95 %      | 0 / 8               |                     |
| Parti national britannique                      | Kenneth Smith        |                    | 3 729     | 0,38 %      | 0 / 8               |                     |
| Parti de la loi naturelle                       | James McKissock      |                    | 2 087     | 0,21 %      | 0 / 8               | =                   |
| Comptable pour les taxes écossaises inférieures | Charles Lawson       |                    | 1 632     | 0,17 %      | 0 / 8               |                     |

## Députés européens élus
| Député élu       | Député élu       |
| ---------------- | ---------------- |
|                  | Bill Miller      |
| David Martin     |                  |
| Catherine Taylor |                  |
|                  | Ian Hudghton     |
| Neil MacCormick  |                  |
|                  | Struan Stevenson |
| John Purvis      |                  |
|                  | Elspeth Attwooll |